# Mateusz Marcinkiewicz
Mateusz Marcinkiewicz herbu Łabędź (zm. przed 17 lutego 1776 roku) – sędzia ziemski lidzki w 1752 roku, podstarości lidzki w latach 1750–1752, sędzia grodzki lidzki w latach 1744–1750, sędzia ziemski upicki w 1734 roku.
Konsyliarz i poseł skonfederowanego Wielkiego Księstwa Litewskiego w konfederacji dzikowskiej 1734 roku.
Poseł na sejm 1752 roku z powiatu lidzkiego. Poseł lidzki na sejm 1756 roku.